# پروژه مگارایس

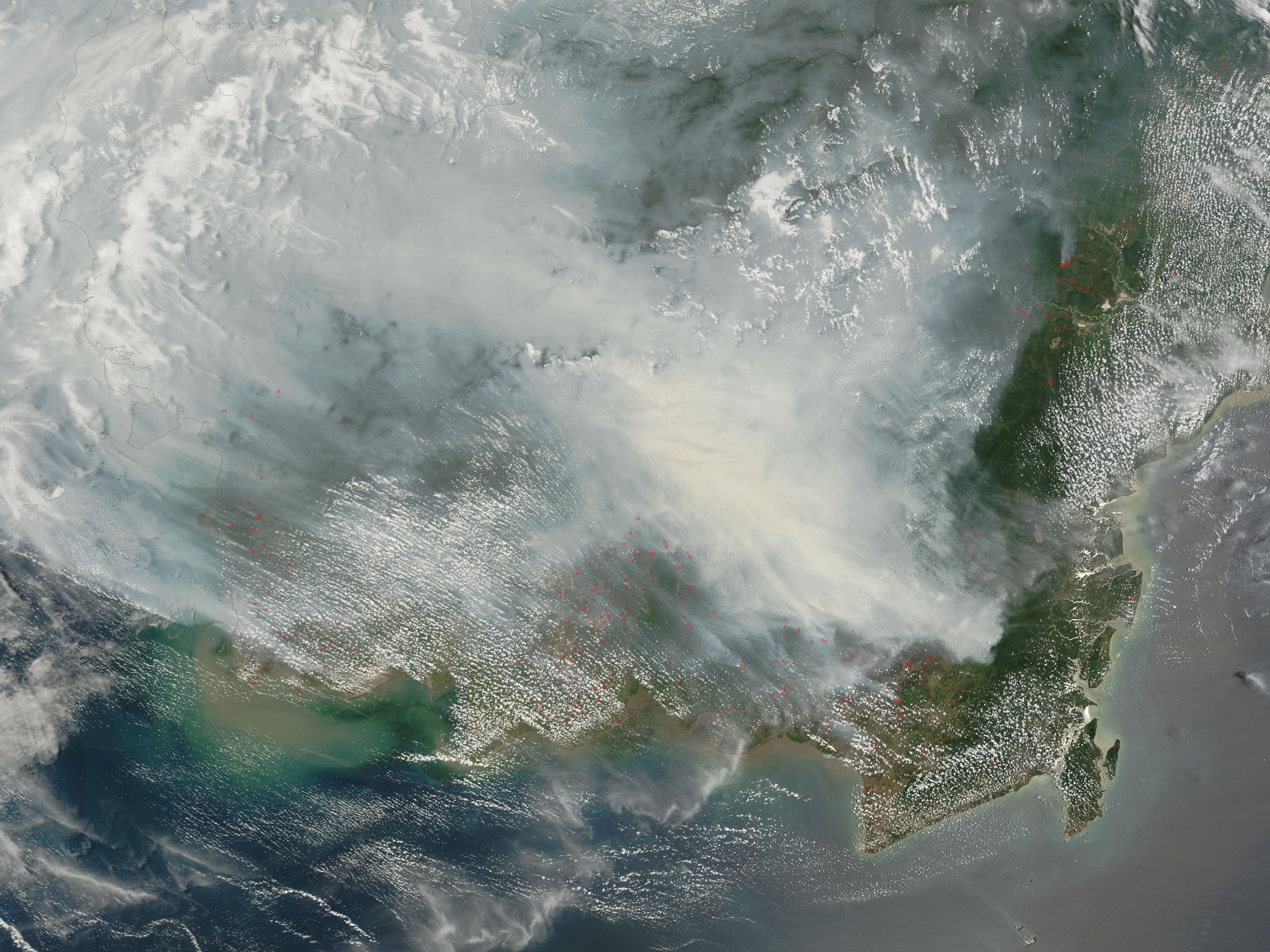
باران مصنوعی در پروژهٔ مگارایس

پروژهٔ مگارایس (به انگلیسی: Mega Rice Project) در سال ۱۹۹۶ در بخش‌های جنوبی کالیمانتان در بخش اندونزیایی جزیرهٔ برنئو آغاز شد. هدف این پروژه تبدیل یک میلیون هکتار از مناطق کم جمعیت و بیحاصل جنگل‌های توربی مردابی برنئو به شالیزار در راستای کوشش برای کم کردن کمبود فزایندهٔ غذا در اندونزی بود. در این پروژهٔ دولت سرمایه گذاری بسیاری برای ساخت کانال‌های آبیاری و زدودن درختان نمود. این پروژه شکست خورد و سرانجام پس از وارد آوردن آسیب‌های گسترده به محیط زیست کنار گذاشته شد. 